# ديجوريايت
ديجوريايت (بالبلغارية: Джумриите)‏ قرية تقع إدارياً ضمن بلدية غابروفو ‏ في بلغاريا. ويبلغ عدد سكانها 7 نسمة حسب تعداد 15 مارس 2015. تعتمد ديجوريايت للبريد على الرمز البريدي 5343.